# Asthenosoma varium
Asthenosoma varium is een zee-egel uit de familie Echinothuriidae.
De wetenschappelijke naam van de soort werd in 1868 gepubliceerd door Adolph Eduard Grube.